# Rhinoceros (Band)
Rhinoceros war eine US-amerikanische Rockband, die 1967 von Elektra Records in Los Angeles zusammengestellt wurde.

## Geschichte
Die Musikproduzenten Paul A. Rothchild und Frazier Mohawk beschlossen 1967, für Electra eine neue Rock-Supergroup zusammen zu stellen. Bei zwei Castings im September und November 1967 wurden Doug Hastings (Gitarre, ex-Daily Flash, ex-Buffalo Springfield), Alan Gerber (Keyboard, Gesang), John Finley (Gesang, ex-Jon and Lee & the Checkmates) und Danny Weis (Gitarre, ex-Iron Butterfly) ausgewählt. Auf Empfehlung von Weis kam Jerry „The Bear“ Penrod (Bass, ex-Iron Butterfly) dazu. Zuletzt wurden Michael Fonfara (Keyboard, ex-The Electric Flag) und John Keleihor (Schlagzeug, ex-Daily Flash) angeworben. Während der kurzen Karriere der Band gab es einige Umbesetzungen.
Die ersten Aufnahmen machte die Gruppe als Begleitband von David Ackles für dessen Debütalbum, das 1968 erschien. Noch im gleichen Jahr kam das erste Album Rhinoceros der Band selbst heraus. Trotz massiver Werbung und guter Kritiken verkaufte sich das Album nur schleppend. Doch die ausgekoppelte Single Apricot Brandy, ein von Weis und Fonfara geschriebenes Instrumentalstück, erreichte Platz 46 der Billboard-Charts, wurde später von der BBC als Erkennungsmelodie benutzt und 1990 von Danny Gatton gecovert. Der Song I Will Serenade You, geschrieben von John Finley, wurde von Three Dog Night als Let Me Serenade You gecovert und stieg 1973 in den USA bis auf Platz 17. Der Song You’re My Girl (I Don’t Want to Discuss It), als Coverversion auf dem Rhinoceros-Debütalbum, wurde seinerseits 1969 von Amen Corner und 1970 von Rod Stewart gecovert. I Will Serenade You war 1968 die Debütsingle von Rhinoceros in den USA, während in Großbritannien You’re My Girl als Debütsingle erschien, ebenfalls 1968. B-Seite war der jeweils andere Song.
Trotz der schwachen Verkaufszahlen des ersten Albums wurden noch zwei weitere aufgenommen, Satin Chickens (1969) und Better Times Are Coming (1970). In dieser Zeit gab es etliche Umbesetzungen.
1971 wurde Rhinoceros aufgelöst. John Finley, Michael Fonfara, Peter Hodgson, Danny Weis und Larry Leishman gründeten eine neue Band namens Blackstone, die ein Album aufnahm und sich dann auflöste.
Am 7. August 2009 traten die Rhinoceros-Gründungsmitglieder John Finley, Alan Gerber, Danny Weis und Michael Fonfara noch einmal gemeinsam beim Kitchener Blues Festival in Ontario, Kanada, auf; mit dabei waren Peter Hodgson (Bass), Bernie LaBarge (Gitarre) und Mike Sloski (Schlagzeug).

## Diskografie

### Alben
- 1968: Rhinoceros
- 1969: Satin Chickens (Neuauflage 2003 als Doppel-CD)
- 1970: Better Times Are Coming (Neuauflage 2003 als Doppel-CD)

### Singles
- 1968: You’re My Girl / I Will Serenade You
- 1969: Apricot Brandy / When You Say You’re Sorry
- 1969: I Need Love / Belbuekus
- 1969: Back Door / In a Little Room
- 1970: Old Age / Let’s Party
- 1970: Better Times / It’s a Groovy World